# クラッカージャック
『クラッカージャック』（原題：Crackerjack 2、米国向けタイトル：Hostage Train）は、1997年公開のアクション映画。
『ハードジャッカー/標高10,000フィートの死闘!』（1994年）の続編となるが、主役のジャック・ワイルド役はトーマス・イアン・グリフィスからジャッジ・ラインホルドへと交代している。また、日本独自のタイトルを付けたために、2作目でありながら、第一作目のような作品名となっている。

## あらすじ
各国の資産家たちが乗る特急が武装グループに乗っ取られる。人質となった恋人や乗客たちを救出するために、一人の刑事が単身で山岳地帯のトンネルにある犯行グループのアジトに乗り込む。

## キャスト
※括弧内は日本語吹替。
- ジャック・ワイルド - ジャッジ・ラインホルド（大塚芳忠）
- デイナ・タウンゼント - キャロル・アルト（英語版）（田中敦子）
- スミス - マイケル・サラザン（堀之紀）
- ハンス・ベッカー - カレル・ローデン（手塚秀彰）
- ジャスミン - カテリーナ・ブロゾワ（佐藤しのぶ）

日本語吹替その他：宝亀克寿、星野充昭、長島雄一、目黒裕一、小形満、伊藤和晃、室園丈裕、水野龍司、岸野一彦、若杉朋子、麻生まどか
日本語版制作スタッフ　演出：小川利夫、翻訳：伊原奈津子、調整：遠西勝三、録音：山田美穂、スタジオ：ニュージャパンスタジオ

## 製作

### 撮影
撮影は1996年4月に開始され、6月に完了した。

## 公開
1997年2月27日から3月6日までカリフォルニア州サンタモニカで開催されたアメリカン・フィルム・マーケット（AFM）で上映された。その後、1997年11月11日にビデオで全米にリリースされた。